# Andy Dalton (rugbista)
Andrew Grant Dalton, detto Andy (Dunedin, 16 novembre 1951), è un ex rugbista a 15, allenatore di rugby a 15 e dirigente sportivo neozelandese, per dieci anni tallonatore della provincia di Counties Manukau, campione del mondo con gli All Blacks nel 1987 e, dal 2006, direttore generale della federazione provinciale rugbistica di Auckland.

## Biografia
Originario di Dunedin, Dalton iniziò la sua attività rugbistica come pilone al Selwyn College di Auckland; compì gli studi universitari in agraria a Christchurch ed entrò nelle formazioni giovanili del Canterbury, dove si trasformò in tallonatore, prima di tornare ad Auckland e lì rappresentarne, sempre a livello giovanile, la relativa provincia rugbistica.
Nel 1975 trovò impiego a Pukekohe, nella regione di Auckland afferente alla provincia rugbistica di Counties Manukau, e in quello stesso anno fu schierato sia a livello di club che di selezione provinciale nel campionato regionale.
Nel 1977 disputò un incontro contro i British Lions nelle file di una mista Thames Valley-Counties Manukau e si mise in luce a livello nazionale: fu impiegato per la prima volta in un test match degli All Blacks al Parco dei Principi a novembre di quell'anno contro la Francia.
Un anno più tardi fu nella rosa della Nazionale neozelandese che conquistò il suo primo Grande Slam nelle Isole Britanniche, e divenne il vice capitano della squadra dietro Graham Mourie.

Dalton a Rovigo nel 1979 contro l'

Divenuto capitano della squadra dopo il ritiro internazionale di Mourie, guidò la squadra in tutti i tour effettuati fino al 1985, quando la Federazione decise di cancellare quello in Sudafrica a causa delle proteste sorte in Nuova Zelanda circa l'opportunità di disputare incontri in un Paese dove vigeva l'apartheid .
L'anno seguente accettò quindi di far parte di una squadra non ufficiale, i New Zealand Cavaliers, della quale fu capitano, che, pur senza l'autorizzazione della Federazione neozelandese, effettuò una serie di incontri in Sudafrica, compresi quattro contro gli Springbok; tuttavia Dalton non disputò buona parte del tour perché subì la frattura di una mascella durante un incontro contro i sudafricani; al ritorno subì la squalifica di due partite internazionali, come tutto il resto della squadra; ciononostante fu capitano nella successiva Coppa del Mondo di rugby 1987, ma non poté mai scendere in campo durante la competizione, perché si infortunò a una coscia e fu inutilizzabile; a dispetto dell'inattività, nel periodo in cui si tenne il torneo, fu testimonial della campagna pubblicitaria di uno degli sponsor, produttore di trattori, campagna la quale rimarcava l'enfasi sulla natura di Dalton di «agricoltore» per evitare conseguenze sportive qualora avesse incassato compensi in quanto rugbista.
Divenne campione del mondo pur se il suo impiego nel torneo si limitò a quello di riserva mai utilizzata negli ultimi tre incontri della competizione; la sua ultima presenza internazionale, pertanto, fu nel 1985.
Al termine della Coppa del Mondo si ritirò dalle competizioni, e riprese a tempo pieno l'attività di agricoltore.
Nel 1991 fu eletto presidente della New Zealand Rugby Union, incarico che tenne fino al 1992, e in tempi più recenti, nel 2005, fu nominato direttore generale dell'Auckland Rugby Football Union e della franchise di Super Rugby dei Blues, incarico, quest'ultimo, dal quale si dimise nel giugno 2013 quando fu reso noto il progetto di fare entrare fondi privati nella gestione di tale squadra.
Benché all'epoca criticato insieme agli altri giocatori dei Cavaliers che nel 1986 diedero disponibilità a giocare nel Sudafrica sotto bando internazionale per apartheid, Dalton prese nettamente posizione, nel corso del Super Rugby 2012, contro quanti criticarono il cattivo andamento dei Blues attribuendolo alla presenza troppo influente di māori e polinesiani nella squadra, definendoli «inaccettabili razzisti» per i quali auspicò «tolleranza zero».

## Palmarès
- Coppe del mondo: 1
Nuova Zelanda: 1987